# David Theile
David Egmont Theile (Maryborough, 17 de janeiro de 1938) é um nadador australiano, campeão olímpico em 1956 e 1960.
Foi recordista mundial dos 100 metros costas entre 1956 e 1958.
Entrou no International Swimming Hall of Fame em 1968.